# Aspen Springs
Aspen Springs è una area non incorporata nella Contea di Mono in California. Si trova ad un'altezza di 7109 piedi pari a 2167 m.